# 미겔 아르테타
미겔 아르테타(Miguel Arteta, 1965년~) 푸에르토리코의 TV 영화 제작자이다. 그가 만든 작품으로는 독립 영화인 《척 앤드 벅》 (2000)와 《굿 걸》 (2002) 그리고 《시더 래피드 (2011)가 유명하다.

## 출연 작품
- 예스 데이! (2021)
- 라이크 어 보스 (2020)
- 덕 버터 (2018)
- 우아한 만찬 (2017)
- 난 지구 반대편 나라로 가버릴테야 (2014)
- 리타 (2013)
- 아메리칸 호러 스토리 시즌1 (2011)
- 시더 래피드 (2011)
- 빅 씨 2 (2011)
- 우리는 모드족이다 (2009)
- 차이나타운 필름 프로젝트 (2009)
- 이유있는 반항 (2009)
- 당신은 누군가에게 소중한 사람입니까? (2005)
- 모텔 (2005)
- 인 굿 컴퍼니 (2004)
- 크리미놀로지 101 (2003)
- 굿 걸 (2002)
- 식스 핏 언더 (2001)
- 척 앤드 벅 (2000)
- 프릭스 앤 긱스 (1999)
- 내일은 태양이 뜨지 않는다 (1997)

### 텔레비전
- 인라이튼드 (2011, Enlightened)